# الحرب الأهلية اليمنية (1994)
حرب صيف 1994 وتعرف أيضاً بحرب 1994 أو حرب الانفصال اليمنية، هي حرب أهلية حدثت خلال الفترة 27 أبريل 1994-7 يوليو 1994 بين الحكومة اليمنية وبين جمهورية اليمن الديمقراطية التي أعلنها علي سالم البيض يوم 21 مايو 1994. (ليست جمهورية اليمن الديمقراطية الشعبية)
دعمت السعودية والإمارات والكويت الانفصاليين  وانتصرت الحكومة وهرب قادة الانفصال لخارج البلاد.

## خلفية
اُعلن عن قيام الوحدة اليمنية في 22 مايو 1990 بشكل مفاجئ بين الجنوب والشمال وأُعلن رئيس اليمن الشمالي علي عبد الله صالح رئيساً ورئيس اليمن الجنوبي علي سالم البيض نائباً للرئيس في دولة الوحدة.
قامت الوحدة اندماجية ولم تكن فيدرالية برغم الاختلافات بين النظامين المكونين لدولة الوحدة،
فترة انتقالية لمدة 30 شهراً أكملت عملية الاندماج السياسي والاقتصادي بين النظامين، مجلس رئاسي تم انتخابه من قبل ال26 عضواً في المجلس الاستشاري للجمهورية العربية اليمنية وال17 عضواً في مجلس الرئاسة لجمهورية اليمن الديمقراطية الشعبية.
المجلس الرئاسي عَيَّن رئيس للوزراء كان حيدر أبوبكر العطاس. إضافة لمجلس برلمان يضم 301 عضواً يتكون من 159 عضو من الشمال و111 عضو من الجنوب و31 عضو مستقل يتم تعيينهم من قبل مجلس الرئاسة.
دستور موحد اُتفق عليه في مايو 1990 وتم استفتاء عليه في مايو 1991.
تم فيه تأكيد التزام اليمن بالانتخابات الحرة، ونظام سياسي متعدد الأحزاب، والحق في الملكية الخاصة، والمساواة في ظل القانون، واحترام حقوق الإنسان الأساسية.
الاستفتاء وهو ما يعتبره النظام الحاكم اليوم أنه استفتاء على الوحدة ودستورها في حين يجادل آخرون إنه لم يكن هناك أي استفتاء على الوحدة وإنما على مجرد استفتاء لدستور نتج بين الحزبين الحاكمين آنذاك فقط.
انتخابات برلمانية بعد الوحدة في 27 أبريل 1993 المجموعات الدولية المساعدة في تنظيم الانتخابات والاقتراع كانت حاضرة وكانت نسبة المشاركة هي 84.7% وكانت النتائج على الشكل الأتي:
- 132 عضواً من حزب المؤتمر الشعبي العام
- 56 عضواً من الحزب الاشتراكي اليمني
- 62 عضواً من حزب التجمع اليمني للإصلاح
- 42 عضواً مستقلون
- 12 عضواً أحزاب اُخرى

وتم انتخاب الشيخ عبد الله بن حسين بن ناصر الأحمر، رئيس للبرلمان الجديد.
تكون ائتلاف جديد للحكم بانضمام حزب الإصلاح إلى حزبي المؤتمر والاشتراكي، وتم إضافة عضو من الإصلاح لمجلس الرئاسة.
بدأت الصراعات ضمن الائتلاف الحاكم وقام نائب الرئيس علي البيض بالاعتكاف في عدن في أغسطس 1993 وتدهور الوضع الأمني العام في البلاد، وهناك اتهامات من القادة الجنوبيين ان هناك عمليات اغتيال عديدة تطال الجنوبيين وأن القادة الشماليين يعملون على إقصائهم التدريجي والاستيلاء على الحكم.
أثناء تصاعد الأزمة السياسية 93-1994 م انحازت معظم دول الخليج العربي -باستثناء قطر- إلى جانب الحزب الاشتراكي، وقدموا له دعماً مادياً واستخباراتيا وإعلامياً وسياسياً. ولكن لم ينجح.

## الصراع السياسي
نتيجة للصراعات السياسية، وتردي حالة البلاد، التي تمثلت من خلال المسيرات، والمظاهرات، والاجتماعات، والمؤتمرات، التي بدأت في 9 أكتوبر 1991، وكان آخرها في 12 مايو 1992، «والتي بلغ عددها 11 مسيرة واجتماعاً»، عبّرت عن الاحتجاج على تردي الحالة الأمنية، والعنف، والإرهاب السياسي، والاغتيالات السياسية، وتردي الظروف السياسية والأوضاع الاقتصادية.
ونيجة للأزمة التي وقعت بين الحزبين الحاكمين منذ 31 ديسمبر 1991، بشأن الانتخابات والكثير من القضايا، ومنها دمج القوات المسلحة، وعدم تطبيق قانون الأحزاب السياسية، الذي يحتم ابتعاد العسكريين عن الأحداث، وضرورة استقالة رئيس الوزراء، والوزراء الذين يرشحون أنفسهم، وهو الأمر الذي كان يجب حدوثه.
طُرحت فكرة عقد مؤتمر وطني، كوسيلة لحل الخلافات، بين الرئيس علي عبد الله صالح، ونائبه علي سالم البيض، وكصيغة للحوار حول قضايا ومشكلات اليمن، في غمار عملية التّحول الديمقراطي والوحدة، وكان الهدف الأساسي من عقد مثل هذا المؤتمر، هو بلورة وثيقة سياسية، تلتزم بها الأحزاب جميعاً، سواء تلك التي ستأتي بها الانتخابات إلى الحكم، أو التي ستبتعد عنه.
ولكن طرأت بعض الأحداث، وظهرت عوامل أخرى، تمثلت في وساطات بين الطرفين، أنهت الأزمة ولم ينعقد المؤتمر الوطني. وكان الحزبان الحاكمان، كلمّا عادت فكرة المؤتمر إلى الظهور، يطرحان أفكاراً بديلة، مثل عقد مائدة مستديرة، بما يعنيه ذلك من محدودية العدد المشارك، ومن ثم استبعاد بعض الأطراف، أو عقد مؤتمر جماهيري، بما يعنيه من نتائج غير ملزمة، وهي اقتراحات استهدفت المحافظة على الوضع المتميز للحزبين، وتجنب تأثير الأحزاب الأخرى على توازن السلطة بينهما.
ومع قرب نهاية المرحلة الانتقالية، والاستعداد لإجراء الانتخابات البرلمانية التي جرت في 27 إبريل 1993، زاد الإلحاح من قبل الأحزاب الأخرى، ما عدا الحزبين الحاكمين (المؤتمر - الاشتراكي)، من أجل عقد المؤتمر الوطني. وبالفعل، تم تشكيل لجنة تحضيرية للمؤتمر، برئاسة عبد الرحمن الجفري، رئيس حزب رابطة أبناء اليمن.
وقد روعي في تشكيل تلك اللجنة، أن تضم ممثلين من مختلف الأحزاب، والتنظيمات السياسية الكبيرة، بغرض تأمين إسهامها جميعاً في أعمال المؤتمر. واستطاعت اللجنة التغلب على مشاكل كثيرة، كانت تعترض انعقاد المؤتمر. ولكن الحزبين الحاكمين طفقا يثيران مشكلات كثيرة حول تسمية المؤتمر، هل يسمى (مؤتمر وطني) أم (مؤتمر الأحزاب والمنظمات الاجتماعية)، أم (اللقاء الوطني). ودل ذلك على استمرار فتور الحزبين لعقد المؤتمر، بل إنهما دعَّما فكرة عقد مؤتمر مواز له، تقرر عقده في منتصف أغسطس 1992، ولكن الخلافات أجلته إلى منتصف سبتمبر.
وقد انعقد أخيراً المؤتمر الوطني، وبدأ أعماله في 12 سبتمبر 1992 في المركز الثقافي في صنعاء، بحضور ممثلي الأطراف، والقوى السياسية، والاجتماعية، وعدد من علماء الإسلام، وأعضاء من مجلس النواب، في حين تغيب الحزب الاشتراكي، على الرغم من اشتراكه في أعمال اللجنة لمدة ثلاثة أشهر، معلناً بذلك تضامنه مع شريكه في الحكم المؤتمر، الذي لم يشارك في التحضير للمؤتمر الوطني، وآثر المشاركة في التحضير لمؤتمر الأحزاب والتنظيمات الجماهيرية، الذي كان من المفترض عقده في الوقت، الذي ينعقد فيه المؤتمر الوطني.

### بعد الانتخابات
في 11 مايو 1993 اتفق الحزبان (المؤتمر-الاشتراكي) على الاندماج في حزب سياسي واحد، يتمتع بالغالبية المطلقة، في مجلس النواب المنتخب. وجاء في بيان لهما، أن الرئيس علي عبد الله صالح، الذي يتزعم حزبالمؤتمر الشعبي العام، ونائب الرئيس علي سالم البيض، زعيم الحزب الاشتراكي اليمني، وقعا معاً في 10 مايو 1993، الاتفاق على دمج الحزبين. وأشار الحزبان، إلى أن اندماجهما سيبدأ بتأليف كتلة موحدة فيالبرلمان، وإقامة تنسيق بينهما وثيق وراسخ، توصلاً إلى قيام تنظيم سياسي واحد.
في 20 مايو قدّم رئيس الوزراء، حيدر أبو بكر العطاس، استقالته إلى مجلس الرئاسة اليمني، وقرر مجلس النواب تكليف مجلس الرئاسة، ممارسة صلاحياته، ومهامه الدستورية كاملة، حتى يُبت في المطالب المتعلقة بتعديل الدستور.
في 23 مايو، كلف الرئيس صالح، حيدر أبو بكر العطاس، بتأليف حكومة جديدة إلا أن ذلك تعثر بعد خلافات بين الاشتراكي وحزب الإصلاح، وفي 30 مايو 1993 أعلن تشكيل الحكومة الائتلافية الثلاثية بعد حل الخلافات.
في 11 أكتوبر 1993 انتخب مجلس النواب اليمني، مجلس الرئاسة الجديد في البلاد، المؤلف من خمسة أعضاء، بينهم الرئيس علي عبد الله صالح، ونائبه علي سالم البيض، وعضو حزب الإصلاح، الشيخ عبد المجيد الزنداني، والأمين العام المساعد لحزب المؤتمر الشعبي، عبد العزيز عبد الغني، والأمين العام المساعد للحزب الاشتراكي، سالم صالح محمد.
فيما أكّد نائب رئيس مجلس الرئاسة، علي سالم البيض، أنه لن يحضر إلى صنعاء لأداء اليمين الدستورية وأنه باق في اعتكافه في عدن، وبرر البيض رفضه حضور الجلسة، بقوله «إن صنعاء تشكل ترسانة أسلحة، واستمرار هذا الوضع يعني إبقاءنا مقيدين، وأن نتقاتل في ما بيننا». وشدد على أنه «لا يريد الذهاب إلى صنعاء لأداء اليمين، وليمارس الكذب على الناس مرة ثانية وصرح أنه غير قادر على تحمل المسؤولية، في ظل الأوضاع الراهنة، التي لم ولن تمكنه من عمل شيء، منذ اليوم الأول للوحدة».
في 29 أكتوبر حذر البيض، من أن وحدة اليمن «في خطر، إذا لم نُقِمْ دولتها، ونعطها مضمونها الوطني والديموقراطيً، واتهم البيض» أن من في يده الآلية في السلطة، يحول دون اتخاذ إجراءات«، وأضاف أنه يؤدي اليمين الدستورية» إذا رأى إمكانية لجدولة زمنية (للنقاط الـ18 التي طرحها)، لإجراءات عملية.
في نفس اليوم تعرض أبناء البيض (نايف 24 عاماً ونيوف 22 عاماً) مع ابن خالتهما كامل عبد الحامد (23 عاماً)، لوابل من الرصاص في حي المنصورة وقُتل كامل فورًا بأكثر من ثلاثين طلقة في رأسه، وأنحاء جسمه. وأكد مصدر مسؤول في الحزب الاشتراكي، أن ثمة «دوافع سياسية»، وراء محاولة الاغتيال، التي اعتبرها «رسالة موجهة إلى البيض، بسبب صلابة موقفه»، في الخلاف مع الرئيس صالح، على برنامج الإصلاح السياسي والاقتصادي.
في 7 نوفمبر بدأت لجنة برلمانية لقاءاتها مع مسؤولين سياسيين وعسكريين من بينهم رئيس الوزراء العطاس ووزير الدفاع هيثم قاسم طاهر ووزير الداخلية يحيى المتوكل ووزير الإعلام حسن اللوزي ورئيس هيئة أركان الجيش عبد الملك السياني.
في 10 نوفمبر و11 نوفمبر أبلغ صالح نائبه البيض، أن كل نقاط الخلاف قابلة للنقاش، شرط عدم التخلي عن الوحدة، وأفادت وكالة الأنباء اليمنية «سبأ»، أن الرئيس أمر بإزالة نقاط التفتيش التي أقامها الجيش، وطالب مجلس النواب اليمني، صالح منع تحرك القوات المسلحة من موقع إلى آخر، «لتهدئة الأوضاع» حيث أن المجلس رصد تحركات عسكرية أخيراً، تمكن من «إزالة» المظاهر العسكرية المستحدثة، التي أقامها الجيش في المنطقة الوسطى.

### تحركات عسكرية

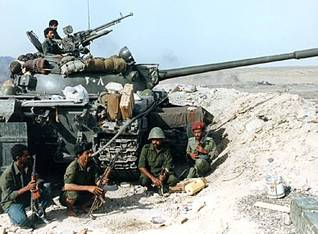
صور من الحرب الأهلية عام 1994

شهد اليمن تحركات عسكرية حيث تحركت قوات جنوبية متمركزة بالقرب من مدينة عمران، نحو جنوب البلاد، وانتشر آلاف الجنود من الشمال في تعز، وإب، وعلى طريق عدن ـ صنعاء، وأرسلت تعزيزات عسكرية من الطرفين، إلى قعطبة، التي كانت نقطة عبور بين شطري البلاد الشمالي والجنوبي.
وفي يوم الأربعاء 17 نوفمبر 1993 تحركت وحدات عسكرية من الجنوب نحو الشمال قادمة من معسكر صلاح الدين وقاعدة العند الجوية لتعزيز الوحدات الجنوبية في مناطق الأطراف" أي الخط الفاصل بين شطري البلاد، ودارت اشتباكات بينها وبين الأهالي في المنطقة، وتحرك وزير الدفاع هيثم قاسم طاهر، إلى المنطقة، لتهدئة الأوضاع.
وفي 21 نوفمبر تحدثت أنباء عن اتخاذ قوات تابعة للشطر الجنوبي، مواقع دفاعية لها في التلال المحيطة بمرفأ عدن في حالة تأهب قصوى، وانتشرت على التلال، تحسباً لهجوم محتمل تشُنه القوات اليمنية الشمالية. وكانت سلطات الشمال، قد سحبت اللواء المدرع الثاني الشمالي من الجنوب، بعد أن حاول التحرك من منطقة تمركزه.
وفي 28 نوفمبر أعلن مصدر رسمي في صنعاء، تأجيل مؤتمر «الحوار الوطني»، بين الأحزاب والقوى السياسية في اليمن، إلى «أجل غير مسمى».
تصاعدت الأزمة السياسية، بين حزبي المؤتمر، والاشتراكي. واستمر البيض في اعتكافه بعدن، مقاطعاً النشاطات الرسمية في صنعاء، بعدما قدم خطة الإصلاح السياسي والإداري، المتضمنة ثمانية عشر بنداً، من ضمنها تطبيق نظام حكم جديد يقوم على اللامركزية، وسحب القوات المسلحة من المدن، والنقاط الأخرى المستحدثة، شرطاً لإنهاء المواجهة السياسية.
فيما اتهم الحزب الاشتراكي اليمني، حزب المؤتمر الشعبي العام في 10 ديسمبر، بوضع قوات الشطر الشمالي السابق في حالة تأهب قصوى، وإعادة تشكيل حرس الحدود بين الشطرين، وذلك بعد يوم واحد من ترحيب الحزب الاشتراكي، بقبول الرئيس اليمني برنامجه الإصلاحي. ونفي ما تردد عن أن الزعماء الجنوبيين، أمروا القوات الموالية لهم بالاستعداد.
في 30 ديسمبر أكدت منظمة مناضلي الثورة اليمنية والدفاع عن الوحدة، في بيانها الختامي، عقب اجتماعها في عدن، برئاسة أول رئيس لليمن، المشير عبد الله السلال، أن الأزمة السياسية الراهنة لم تكن وليدة اللحظة، بل تستمد جذورها، منذ الأيام الأولى للوحدة، التي تحققت في 22 مايو 1990، خصوصاً في ظل عدم استكمال توحيد القوات المسلحة، وتهميش اتفاق الوحدة. وطالبت المنظمة بضرورة تكليف هيئة الرئاسة بأكملها، ومجلس الدفاع الوطني، بإعداد مشروع لدمج القوات المسلحة، والأمن كل على حدة، ومشروع يجعل مهمة القوات المسلحة الأولى حماية السيادة الوطنية، والابتعاد تماماً عن التدخل في القضايا، خارج اختصاصاتها.
في مطلع يناير فشلت جهود اللجنة العسكرية المشكلة لبحث دمج الجيشين، في التوصل إلى اتفاق، تحت ضغط الشروط، التي تقدم بها الجنوبيين، والتي تطالب بحل الحرس الجمهوري، التابع للرئيس علي صالح، ويقدر عدده بنحو ثلاثين ألف جندي، مزودين بأحدث الأسلحة، فيما شهدت مدن اليمن الرئيسية، «صنعاء وتعز وحضرموت» مظاهرات شعبية، احتجاجاً على ارتفاع الأسعار، إثر تدهور العملة الوطنية بنسبة 12% خلال أسبوع، وإزاء توتر الموقف، أغلقت معظم المتاجر، في المدن الرئيسية، أبوابها.
في 10 يناير 1994، أطلق مسلحون النار على منزل علي سالم البيض، نائب رئيس مجلس الرئاسة اليمني، بمدينة عدن، ولم يسفر الحادث عن وقوع أي إصابات أو خسائر بشرية، وقد أدى الحادث إلى ازدياد حدة الأزمة السياسية في اليمن، فيما حذّر المؤتمر الشعبي العام في 13 يناير من إمكانية نشوب حرب أهلية، إذا فشلت جهود الوساطة، وصرح أن «رائحة النفط غير الطيبة، هي السبب في هبوب ريح الانفصال على اليمن».
فيما أكدت مصادر دبلوماسية غربية في لندن، أن التحركات العسكرية لطرفي الأزمة، المؤتمر الشعبي العام، والحزب الاشتراكي اليمني، لم تعد مجرد عرض عضلات، بل أصبحت حقيقة واقعة، تحدثت عنها تقارير أجنبية، وشهود عيان. ففي حين أمرت صنعاء لواء العمالقة، بالانسحاب من محافظة أبين في الجنوب إلى الشمال، قامت قوات جنوبية بالانتشار على المرتفعات الجبلية، في محافظة البيضاء الشمالية، لمنع انسحاب اللواء. في وقت أعلن فيه الحزب الاشتراكي اليمني في بيان لمكتبه السياسي، أن قواته مستعدة للدفاع عن عدن، في وجه ما سمي «بالمسيرة المليونية»، التي قرر حزب المؤتمر الشعبي العام، إطلاقها باتجاه الجنوب السابق.
وأعلن الاشتراكي، أن القيادة في صنعاء، أعادت نشر قواتها حول صنعاء، خاصة اللواء الثاني صاعقة. وأكد انتشار قوات تابعة للاشتراكي، في محافظة أبين الجنوبية ومحافظة البيضاء الشمالية، لمواجهة تحرك لواء العمالقة، مشيراً إلى أن قواته استطاعت حصر لواء العمالقة، في حدود المناطق، التي يوجد فيها، وسجل الحزب الاشتراكي على قيادة صنعاء، تحريك قوات، أيضاً، من صنعاء والحديدة، باتجاه محاور تعز، ومارب، وإب، وكذلك إدخال كميات ضخمة من الأسلحة، من منافذ سرية إلى حضرموت، وشبوة، وتوزيعها على المواطنين هناك.
وقدم وزير التخطيط اليمني، عبد الكريم الإرياني، استقالته من الحكومة، رداً على أمر أصدره رئيس الحكومة أبو بكر العطاس، يقضي بوقف خطة بدأها الإيرياني، لإجراء إحصاء عام في اليمن، ورفض الإيرياني سحب استقالته، قبل تراجع العطاس عن قراره، الذي اعتبره الإيرياني يصب في مجرى التشطير والتقسيم.
في 14 فبراير 1994م أصدر حيدر العطاس رئيس الوزراء قراراً إنفرادياً من عدن المعتكف فيها، عيَّن بموجبه محمد علي أحمد محافظاً لمحافظة أبين الجنوبية، وذلك خلفاً لـ يحيى الراعي المحسوب على المؤتمر الشعبي العام، وفي اليوم التالي اجتمع مجلس الرئاسة في صنعاء بغياب البيض وسالم صالح وأصدر قراراً بإلغاء قرار العطاس باعتباره غير دستوري.

### فشل المصالحة وتصعيد المواجهة
بعد أقل من 24 ساعة على توقيع الأطراف اليمنية، وثيقة العهد والاتفاق 1994، في العاصمة الأردنية، في 20 فبراير 1994، شهدت محافظة أبين الجنوبية شمال شرقي عدن، تطوراً عسكريا مثيراً. فقد انطلقت مجموعة عسكرية «نحو 150 جندياً»، من لواء العمالقة أحد أكبر الألوية العسكرية المدرعة الشمالية. وحاصرت عدداً من المؤسسات، والمراكز الحكومية، بالمحافظة، عقب ورود معلومات تفيد بتغيير المحافظ، وهو من أبناء الشمال، بآخر من الجنوب. وطلبت من المواطنين التزام الهدوء، والبقاء في منازلهم. وقد قوبل تحرك المجموعة العسكرية الشمالية، بتحركات مضادة من وحدات عسكرية مدرعة جنوبية، استقدمت من مناطق مختلفة. وحدث صدام محدود بين الجانبين، أسفر عن مقتل عدد غير محدد رسمياً من الجنود، وجرح عدد آخر من المدنيين.
أوفد وزير الدفاع، «العميد هيثم طاهر»، لجنة عسكرية برئاسة نائب رئيس الأركان، لمحاصرة الموقف. واستطاعت تهدئة الموقف نسبياً، بعد يومين من الأحداث، إلا أن معالم التحركات العسكرية، وتدعيم القوات ظلت مستمرة، كما تصاعدت حدة المواجهات العسكرية، مما أدى إلى امتداد الاشتباكات إلى محافظة لحج الجنوبية، ثم انتقل إلى الشطر الشمالي، الأمر الذي عبر عن مدى التدهور، الذي قادت إليه تطورات الأزمة.
في 27 فبراير أكد بيان أصدرته وزارة الدفاع اليمنية في عدن، مقتل 12 جندياً، وجرح نحو 3 آخرين، في هجوم شنته وحدات من الجيش الشمالي، على لواء جنوبي متمركز في شمال البلاد. وقال البيان إن الهجوم تحول إلى معركة قاسية، لا تزال متواصلة، وأن وحدات مدرعة من الفرقة الأولى مدرع الشمالية، تدعمها عناصر مسلحة من قبائل حاشد هاجمت بالمدفعية الثقيلة، اللواء 5 مشاة الجنوبي، في حرف سفيان، على مسافة 50 كيلو متراً شمالي صنعاء، بعد أن عجزت عن تغيير قيادته، الموالية للقيادة الجنوبية في عدن. وحمّل البيان القيادات العسكرية المتطرفة، المسيطرة على مراكز القرار في حزب المؤتمر الشعبي العام، المسؤولية الكاملة عن هذه التصرفات، التي تنذر باندلاع حرب أهلية في كل مناطق اليمن. وقد كان ذلك الهجوم بداية لتصفية القوات الجنوبية، المتمركزة في الشطر الشمالي.
نقلت إذاعة صنعاء، عن متحدث باسم حزب المؤتمر الشعبي العام، أن الاشتراكي أرسل عدداً من المدافع والعربات المدرعة من صنع روسي، وناقلات جند وأطقماً عسكرية، إلى منطقتي العوايل، والشعب، بمديرية الضالع. كما أرسل عدداً من الدبابات والمدافع، إلى منطقتي شعب الخنق وجحاف. كما وزع الجمعة الماضي، أكثر من ثلاثة آلاف قطعة سلاح على أفراد الميليشيات التابعة له، في العوايل والشعب. وأعلن أيضاً أن طائرات مقاتلة، اشتراها الحزب الاشتراكي من بلغاريا، هبطت خلال الأيام الماضية في مطار عدن ومطار الريان في جنوبي البلاد.
في 8 مارس عزّزت القوات الشمالية والجنوبية، مواقعهما في مناطق مختلفة من اليمن، تحسباً لمواجهات جديدة، على الرغم من تنامي حركة شعبية في المدن الكبرى، تعارض توسيع العنف المسلح وكانت وحدات من الجيشين، الشمالي والجنوبي، تنتشر في منطقتي عمران ومأرب، شمالي صنعاء وشرقيها، وفي نفس اليوم اتهم قائد لواء العمالقة الشمالي العقيد علي الجايفي، الحزب الاشتراكي اليمني بالسعي للانفصال. وقال إن قوات جنوبية موالية للحزب الاشتراكي، حاولت طرد لواء العمالقة من قاعدته الجنوبية، ولأنه أصبح عقبة أمام تحقيق نية الحزب الاشتراكي، إعلان الانفصال عن الوحدة اليمنية.
في 26 مارس 1994، انفجرت الأحداث في محافظة شبوة الجنوبية، بسبب عودة أحمد مساعد حسين، أحد رجال الرئيس السابق علي ناصر، ومعه أطقم شمالية. كما جرت في اليوم نفسه، مواجهات بين قوات العمالقة (أربع ألوية شمالية، ومعها وحدات من الأمن المركزي)، ضد وحدات من اللواء 30 الجنوبي، ومعه بعض الميليشيات الشعبية.
اتهمت مصادر في وزارة الدفاع اليمنية في صنعاء في 30 مارس، عناصر من الحزب الاشتراكي، بإبرام صفقات ضخمة لشراء أسلحة، من ضمنها أسلحة الدمار الشامل، من دول في أوروبا الشرقية، وإبرام عقد شراء صواريخ بعيدة المدى، رغماً عن إرادة وزارة الدفاع في صنعاء، مستخدمة إيرادات النفط من حقول المسيلة في حضرموت. وأكدت أن «العقيد علي الحدي، عضو الحزب الاشتراكي، ومدير التسليح في وزارة الدفاع، موجود حالياً في دولة أوربية شرقية، لإبرام عقد لشراء صواريخ بعيدة المدى، من دون موافقة وزارة الدفاع في صنعاء».

### لقاء صلالة ومعارك ذمار
من بداية أبريل إلى 24 أبريل 1994 تميزت هذه الفترة بالهدوء النسبي، في المواجهات بين قوات الطرفين، فيما عدا استمرار الاستعدادات العسكرية للطرفين، مع استمرار تبادل التصريحات والاتهامات والانتقادات.
وتقدمت سلطنة عُمان، وجمهورية مصر العربية، ودولة الإمارات العربية المتحدة، بمبادرات، في محاولة منهم، لإنهاء الصراع القائم بين الطرفين.
أفادت مصادر المؤتمر الشعبي العام في 2 أبريل، أن الجسرين الجوي والبحري مستمران، لتزويد الحزب الاشتراكي في عدن، بأسلحة ومعدات وذخائر مختلفة، خصوصاً خلال الأيام الثلاثة الماضية، وقالت إن «طائرات وبواخر عدة، وصلت إلى ميناءي عدن، والمكلا، ومطاري عدن، والريان، وأفرغت كميات من الأسلحة والذخائر والمعدات».
في 3 ـ 4 أبريل في صلالة بسلطنة عمان عقد الرئيس علي عبد الله صالح، ونائبه علي سالم البيض، اجتماعاً مغلقاً، اتسم بالحرارة على المستوى الشخصي، واتفقا على المبادئ التي يعتبرانها ضرورية لمنع أي مواجهات عسكرية، وعدم اللجوء إلى السلاح، والانزلاق إلى حرب أهلية، إلاّ أنهما لم يتمكنا من الاتفاق على صيغة بيان، يدعو إلى ما اتفقوا عليه، نظراً للاختلافات المعروفة بينهم، حيث أصر علي سالم البيض، على ضرورة انسحاب الوحدات العسكرية الشمالية، والجنوبية إلى مواقع على جانبي الحدود، حيث كانت تتمركز قبل الوحدة، بينما رفض الرئيس اليمني هذا الاقتراح، لأنه يمثل من وجهة نظره، خطوة إلى الوراء، ويضر بالمصالح الوطنية، ويهدد وحدة اليمن.
وأعلنت سلطنة عمان عن فشل لقاء المصالحة، وهددت بالانسحاب من اللجنة العسكرية. وأشار وزير الدولة العماني للشؤون الخارجية، يوسف بن علوي، أن على اليمن الاعتماد على جهودها السياسية أولاً، وأن يقدر قادتها الظروف الصعبة الحالية، ومستوى المسؤولية، وحجم المآسي فيما لو تطورت الأزمة، إلى ما هو في غير مصلحة اليمن، وأن اللقاء أحدث، على الأقل، انفراجاً على المستوى الشخصي. أما الانفراج على المستوى الحزبي، فيحتاج إلى وقت.
في مساء 6 أبريل 1994، انفجر الموقف عسكرياً، في محافظة ذمار، بين قوات معسكر بأصهيب الجنوبية، وقوات شمالية، حيث حدث اشتباك بمختلف أنواع الأسلحة. وأصابت نيران الأسلحة الثقيلة المدينة، والجبال المحيطة بها، ومقر المحافظة. وصرح الحزب الاشتراكي، أن قوات الحرس الجمهوري أحكمت حصارها على معسكر بأصهيب، وأمطرته بوابل من قذائف المدفعية الثقيلة، مما ينذر بكارثة حرب أهلية مدمرة في البلاد.
في 21 أبريل 1994، اتهم الحزب الاشتراكي، الشّماليين، بتحريك دبابات وأسلحة إلى قوات شمالية، ترابط في الجنوب، وفي المقابل اتهم حزب المؤتمر الشعبي العام، الجنوبيين، بإرسال قوات من اللواء العشرين الجنوبي، لقطع الإمدادات عن قوات العمالقة، المتمركزة في جنوب اليمن، مما أدى إلى استخدام طائرات عمودية شمالية، في نقل الإمدادات الغذائية والأدوية، إلى القوات المتمركزة في محافظة أبين الجنوبية.
في 5 أبريل اجتمع مجلس الوزراء في مدينة تعز بناء على طلب النائب البيض بأن تكون تعز مقراً لانعقاد الحكومة بدلا من صنعاء.
خلال يومي 11 و 12 ابريل 1994 اجتمعت اللجنة العسكرية في تعز برئاسة وزير الدفاع هيثم طاهر (جنوبي) وعبد الملك السياني (شمالي) ولم تخرج بأي نتائج إيجابية. وفي يوم 13 أبريل انتقل رئيس الأركان إلى عدن في محاولة لإقناع علي سالم بالموافقة على عودة وزير الدفاع إلى صنعاء ولكن محاولته قوبلت بالرفض.
أخفقت الحكومة اليمنية، في إقرار سبل إعادة نشر الوحدات العسكرية المتنازعة. وقد عقدت اجتماعاً قصيراً، في غياب رئيسها حيدر أبو بكر العطاس، لمناقشة خطة لإعادة نشر وحدات الجيش، في مواقع بعيدة عن مناطق الحدود السابقة، بين الشطرين. وأضافت المصادر السياسية، أن الحكومة ستجتمع مرة أخرى في 2 مايو المقبل. وقالت المصادر إن وزير الدفاع هيثم قاسم طاهر (جنوبي)، لم يحضر اجتماع الحكومة، الذي عقد في صنعاء، حيث رفض علي سالم البيض، عودة العميد هيثم قاسم طاهر وزير الدفاع، وسالم صالح محمد، الأمين العام المساعد للحزب الاشتراكي، والسيد حيدر العطاس، رئيس الوزراء، إلى صنعاء.

## القوة العسكرية
التوازن العسكري لقوات الشطرين في الحرب اليمنية 1994 :
| م  | البيان                          | الشطر الشمالي | الشطر الجنوبي |
| -- | ------------------------------- | ------------- | ------------- |
| 1  | إجمالي القوات النظامية (بالألف) | 38.5          | 27.5          |
| 2  | إجمالي قوات الاحتياط (بالألف)   | 100           | 40            |
| 3  | الفرق المدرعة                   | 3             | 1             |
| 4  | ألوية المشاة الميكانيكي         | 1             | 3             |
| 5  | ألوية المشاة                    | 9             | 9             |
| 6  | ألوية المدفعية                  | 5             | 3             |
| 7  | ألوية الدفاع الجوى              | 3             | -             |
| 8  | ألوية صواريخ أرض – أرض          | -             | 1             |
| 9  | كتائب أخرى متنوعة               | 2             | 10            |
| 10 | ألوية أخرى متنوعة               | 3             | -             |
| 11 | دبابات القتال الرئيسى           | 715           | 480           |
| 12 | قطع المدفعية                    | 432           | 225           |
| 13 | منصات إطلاق صواريخ أرض – أرض    | 12            | 16            |
| 14 | الطائرات القتالية               | 71            | 92            |
| 15 | طائرات عمودية قتالية            | 40            | 48            |
| 16 | طائرات النقل الحربى             | 9             | 12            |
| 17 | زوارق الدورية الساحلية          | 8             | 6             |
| 18 | الزوارق الصاروخية               | -             | 6             |
| 19 | زوارق كسح الألغام البحرية       | 3             | -             |
| 20 | ناقلات الجنود البرمائية         | 2             | 5             |

| - الشمالية : 1. اللواء الثاني مدرع، بمعسكر الكبس، في مدينة ردفان، بمحافظة لحج. 2. اللواء العشرون، بمنطقة ميكراس، في محافظة ابين. 3. قوات العمالقة المكونة من أربعة ألوية، في محافظة أبين. 4. قوات مظلات في محافظة مأرب. 5. إضافة إلى عدد من وحدات الشرطة العسكرية والحرس الجمهوري، والأمن المركزي، في مدينة عدن. | - الجنوبية : 1. اللواء الثالث المدرع، في معسكر عمران، شمالي صنعاء. 2. لواء بأصهيب المدرع، في مدينة زمار جنوبي صنعاء. 3. اللواء الخامس مظلات، في معسكر حرف سيفان التابع لمنطقة قبائل أرحب في محافظة صنعاء. كما كان يوجد وحدات مشاة خفيفة في منطقة العرقوب. |

## المرحلة الأولى
في 27 أبريل 1994 في حديث للرئيس علي عبد الله صالح، بمناسبة مرور عام، على إجراء أول انتخابات حرة، بعد قيام الوحدة اليمنية، شن فيه هجوماً عنيفاً على الحزب الاشتراكي اليمني قال فيه :
| الحرب الأهلية اليمنية (1994) | إن شعبنا اليمني سيضع حداً لأولئك، الذين يتسكعون على أبواب بعض العواصم، ليستلموا مالاً مدنساً من أجل إجهاض الوحدة | الحرب الأهلية اليمنية (1994) |

وأتهمهم بأنهم يتسلمون ثمن الأزمة، لشراء البنادق والأسلحة، وإيداع الأموال المتبقية في حسابات خاصة في البنوك الخارجية، لمصلحة عناصر وشخصيات تسعى من أجل الانفصال، وطالب نائبه علي سالم البيض، بضرورة احترام الهيئات التشريعية، وتأدية اليمين الدستورية.
بعد ساعات من ذلك الخطاب في الواحدة والنصف من ظهر ذلك اليوم إنفجر الوضع عسكرياً في محافظة عمران بمعسكر عمران[ ؟ ] المشترك الذي يتمركز فيه كل من اللواء الثالث المدرع الجنوبي، واللواء الأول المدرع الشمالي منذ إعلان الوحدة في 22 مايو 1990.
وحسب وزارة الدفاع اليمنية في صنعاء أن ضابط سابق يدعى يحيى داحش عليان، وهو عضو في الحزب الاشتراكي، أٌقتحم وبمساندة مجاميع مسلحة معسكر عمران. وأطلقوا النيران على أفراد اللواء الأول المدرع الشمالي، أثناء تناولهم طعام الغداء، مما تسبب في خسائر كبيرة في الأرواح والممتلكات، وسقوط عشرات القتلى.
وعندما بدأ جنود اللواء الأول الدفاع عن أنفسهم، تدخلت قوات اللواء الثالث المدرع الجنوبي لمساندة المهاجمين، وأطلقت الرصاص من مختلف الأسلحة على مقر قيادة اللواء الأول المدرع الشمالي في المعسكر نفسه، وعلى عنابر سكن الجنود، وعلى المدرعات الواقفة في مرابضها. كما وأطلقت دبابات ومدفعية اللواء الثالث قذائفها على معسكر الأمن المركزي، القريب من معسكر عمران.
وعلى الجانب الآخر، في بيان لوزارة الدفاع في عدن، اتهم فيها «الأسرة الحاكمة» في صنعاء بتفجير الموقف عسكرياً في محافظة عمران وأتهم الفرقة الأولى مدرع الشمالية، التي يقودها علي محسن الأحمر، بشن هجوم غادر، على اللواء الثالث المدرع الجنوبي، وان الاشتراكي يحمّل علي عبد الله صالح شخصياً، وأفراد أسرته المسؤولية عن عواقب هذا الهجوم، الذي تزامن مع زيارة اللجنة العسكرية، المكلفة بمنع الاحتكاك بين الشماليين، والجنوبيين، لمعسكر عمران[ ؟ ]، بمرافقة الملحقين العسكريين الأمريكي والفرنسي. وأضاف المصدر، أن المواجهات التي وقعت في محافظة عمران، جاءت بعد قيام رئيس الدولة علي عبد الله صالح، بإلقاء خطاب عنيف أتهم فيه الجنوبيين بالعمل على التقسيم، والذي اعتبرته مصادر الحزب الاشتراكي بياناً للحرب ضدها.
وأضاف البيان، أن الهجوم يأتي تنفيذاً لخطة الأسرة العسكرية الحاكمة في صنعاء، والرامية إلى جر البلاد إلى حرب أهلية، يكون من نتائجها تعريض وحدة[ ؟ ] البلاد إلى الخطر وتمزيقها، مشيراً إلى أن «هذا العمل يأتي أيضاً تتويجاً لسلسة من التفجيرات العسكرية والأمنية، التي دأبت على القيام بها منذ وقت طويل، واستهدفت قيادة الحزب الاشتراكي اليمني وكوادره». وذكر أن «الفرقة الأولى مدرع الشمالية، رفضت السماح للجنة العسكرية اليمنية المشتركة، بالنزول إلى المنطقة، لتقصي الحقائق، بل عمدت إلى منع أعضاء اللجنة من الاقتراب من المنطقة».

### خلاصة
لم يندلع الصراع المسلح في اليمن دفعة واحدة، وإنما ظلت درجة التصعيد، تتزايد بمعدلات متسارعة. وبدأت عملية التصعيد، تأخذ شكلاً شديد الخطورة، مع اندلاع اشتباكات عنيفة بين اللواء الثالث المدرع الجنوبي، المتمركز بالقرب من مدينة عمران، والفرقة الأولى مدرع الشمالية، التي يقودها العقيد على محسن الأحمر، والذي ينتمي لنفس منطقة الرئيس اليمني علي عبد الله صالح، وهي مديرية سنحان. وقد تطورت الأحداث إلى قتال مرير بين الطرفين، استمر حتى 30 أبريل 1994. ثم هدأت المعارك، في منطقة عمران[ ؟ ]، بعد تدمير كلٍ من اللواء الثالث المدرع الجنوبي، واللواء الأول المدرع الشمالي. وقد أسفر القتال عن وقوع خسائر في الجانبين، قدرت في المتوسط، طبقاً لتقديرات مصادر محايدة، تدمير أكثر من 150 دبابة، وحوالي 22 عربة مدرعة، وما يزيد عن 200 قتيل، وما يراوح ما بين 250 إلى 300 جريح، وإلحاق الأضرار في حوالي 159 منزلاً في منطقة عمران[ ؟ ] القريبة من ساحة الاشتباكات، فضلاً عن وقوع حوالي 400 في الأسر، إضافة إلى لجوء الجزء الأكبر، ممن تبقى من جنود اللواءين، إلى القبائل المناصرة له في المنطقة.
وفي الوقت الذي انفجر فيه الموقف في منطقة عمران[ ؟ ]، بدأ التوتر في منطقتي ذمار[ ؟ ]، وأبين، حيث بدأ الشماليون، إجراء تعزيزات حول جبال أنس، في محافظة ذمار، لتطويق لواء باصهيب الجنوبي المتمركز هناك كما تصاعد احتمال قصف القوات الجنوبية، معسكر لواء العمالقة الشمالي، المتمركز في محافظة أبين، قرب عدن.
وفي أعقاب هذا الاشتباك، بدأ العد التنازلى للانفجار العسكري، واسع النطاق، حيث تبادل الجانبان، الاتهامات بعنف، حول المسؤول عن هذه الأحداث. وطالب الحزب الاشتراكي، بمعاقبة من أسماهم بـمجرمي الحرب والإرهاب في الشمال، الذين كانوا يخططون لإشعال الحرب الأهلية في البلاد. كما رأى الحزب، أن هذه الاشتباكات، تدلل على أن الأسرة العسكرية الحاكمة في صنعاء، وراء تفجير الموقف، لجر البلاد إلى حرب أهلية مدمرة. عقب ذلك، طوق وحاصر كلٍ من الشماليين والجنوبيين، كلٍ على حدة، القوات التابعة للطرف الآخر الموجودة في الشطر التابع له من البلاد، ثم تتابعت باقي مؤشرات التصعيد العسكري على النحو السابق ذكره.
عندما وصل التصعيد إلى درجة الانفجار العسكري، كانت القوات الشمالية هي المالكة لزمام المبادأة، وركزت في البداية، على إنهاء فاعلية القوات الجنوبية، الموجودة في الشمال. وبدأت الحرب على نطاق واسع، في 4 مايو 1994، واتخذت في بدايتها، صورة اشتباكات عنيفة، في منطقة ذمار[ ؟ ] الشمالية، الواقعة على بعد 100 كيلومتر جنوبي صنعاء، بين قوات لواء (باصهيب) المدّرع الجنوبي، والوحدات الشمالية المحاصرة له، التي كانت تفوقه في العدد والعدة. ثم امتدت الاشتباكات بعد ذلك مباشرة، إلى منطقة يريم، الواقعة على بعد 30 كيلومتر جنوب ذمار[ ؟ ]، بين اللواء الرابع مدفعية جنوبي هناك، وحشود القوات الشمالية في المنطقة، في الوقت الذي اتخذت فيه المعارك، خطاً تصاعدياً على جميع المحاور، على الحدود الشطرية السابقة. وفي جنوب اليمن، حاولت القوات الشمالية، الموجودة هناك، الإمساك بزمام المبادأة، وبادر اللواء الثاني المدرع، ولواء العمالقة الشمالية، بمهاجمة مواقع القوات الجنوبية القريبة، إلاّ أن القوات الجنوبية، المؤلفة من القوات النظامية، وميليشيا الحزب الاشتراكي، وأفراد القبائل، تصدت لها. وعمل الجنوبيون على إنهاء خطر تلك القوات، وتصفية وجودها، تمهيداً لنقل القتال إلى الحدود الشطرية السابقة. ودفعت القيادة الجنوبية أيضاً ثلاثة ألوية، إلى منفذ يريم، جنوب منطقة ذمار[ ؟ ]، لفك الحصار عن قوات لواء باصهيب الجنوبية هناك، والتصدي للقوات الشمالية، المتقدمة نحو الحدود الشطرية. ولكن القوات الجنوبية لم تفلح، طيلة مراحل القتال في تصفية القوات الشمالية، التي كانت موجودة في الجنوب، في إطار تبادل الوحدات. وارتبطت هذه النتيجة، في واقع الأمر، بحقيقة، أن خريطة تمركز القوات الشمالية في المحافظات الجنوبية، أخذت في الاعتبار منذ البداية إمكانية حدوث مواجهات عسكرية، بين الشمال والجنوب، واستعدت تلك القوات لفرض سيطرتها على الطرق الرئيسية، بين مختلف أنحاء الجنوب اليمني، فور اندلاع أعمال القتال المسلح، وأعدت في هذا الإطار نفسه تحصينات دفاعية هائلة، في أماكن تمركزها.
ومنذ بداية الصراع، شاركت القوات الجوية للطرفين، مشاركة ملحوظة في قصف الأعماق المعادية. واستفادت القيادة الجنوبية في هذا الصدد، من تفوقها النسبي في القدرات الجوية. كما استفادت من تفوقها الساحق في المجال البحري. واستطاعت توظيف هذه القدرات خلال المرحلة الأولى للصراع، في قصف القوات الشمالية الموجودة في الجنوب، عن طريق البحر، فضلاً عن استخدام القدرات البحرية، في كافة العمليات العسكرية، القريبة من السواحل البحرية. وفي هذه المرحلة، كان القتال الحقيقي والأشد ضراوة، هو ذلك الذي وقع في مدينة زنجبار، عاصمة محافظة أبين، بين قوات جنوبية وقوات لواء العمالقة الشمالية، التي ظلت تقاوم مقاومة عنيفة، بينما تعرضت القوات الجنوبية في الشمال لهزيمة مبكرة، بسبب الاختلال الشديد في ميزان القوى، لصالح القوات الشمالية، في تلك المواجهات. وفي أعقاب الانتهاء من هذه المرحلة، جمّعت القيادة الشمالية قواتها، وأعادت نشرها، وبدأت على الفور في الإعداد لجولة جديدة من المعارك. وذكرت بعض التقديرات المحايدة، أن حصيلة هذه المرحلة، التي استغرقت حوالى أربعة أيام، قد بلغت أكثر من عشرة آلاف قتيل من الجانبين. وطبقاً للمصادر الرسمية، يُعتقد أن الخسائر المادية تفوق نصف بليون دولار.

## المرحلة الثانية

### 5 - 7 مايو
بدأ القتال الشامل، باندلاع المعارك الطاحنة، بين القوات الشمالية والجنوبية، في ثماني محافظات. وانطلقت المعارك من ذمار[ ؟ ] ليلة 4/5 مايو، في وقت متاخر من الليل، وأغارت طائرات مقاتلة تابعة للقوات الجنوبية، على مطار صنعاء، ومطار الحديدة، ومطار تعز بهدف شل فاعليتها، والحيلولة دون استخدامها. كما استهدفت الغارات محيط القصر الرئاسي، والمقر الحكومي، ومبنى قيادة الأركان العامة، ومبنى وزارة الدفاع، ومبنى الإذاعة والتليفزيون، وردت طائرات صنعاء في قصف مطار عدن الدولي، ومطار العند العسكري ومحطة كهرباء الحسوه، وميناء عدن، ومبنى الإذاعة، والتليفزيون، ومصفاه عدن النفطية.
وفي ذلك اليوم خلت العاصمة صنعاء من المواطنين، وأقفلت جميع محالها التجارية، واستمرت المدفعية المضادة للطائرات تطلق نيرانها بشكل كثيف لحماية أجواء العاصمة، وانقطعت الاتصالات الهاتفية داخل البلاد، خصوصاً مع الشطر الجنوبي، وأعلنت القيادة العسكرية الشمالية، أنها أسقطت خمس مقاتلات جنوبية، بينها اثنتان في منطقة الراحة، واثنتان في مكيراس، وواحدة في الراهدة، على الحدود السابقة بين شطري اليمن، بينما تحدثت عدن، عن أن دفاعاتها الجوية، تصدت للطائرات الشمالية المغيرة، وأسقطت أربعاً منها.
اصدر الرئيس قراراً بإعلان حالة الطوارئ، في كل أنحاء اليمن لمدة ثلاثين يوماً ابتداء من 5 مايو 1994، وفي الوقت نفسه أعلنت في عدن حالة التعبئة الكاملة، فيما سحب مجلس النواب، ثقته من حكومة حيدر أبو بكر العطاس.
أعلنت قبائل خولان، أن اللواء الخامس مظلات الجنوبي، المتمركز في منطقة العرقوب، على أراضيها، وفي جوارها، تحت حمايتها. كما أعلنت قبائل أرحب[ ؟ ] البكيلية حمايتها للواء المشاة الجنوبي، المتمركز في منطقتها، شريطة أن لا يشارك، أي منهما في القتال.
في 7 مايو سقطت مكيراس التي كان يدافع عنها اللواء 22 الجنوبي، بدأت القيادة الشمالية تدفع العديد من ألويتها وقواتها، إلى محافظة أبين جنوباً، ومحافظة شبوة في اتجاه الشمال الشرقي، عن طريق بلدة لودر الجنوبية، وذلك بعد الاستيلاء على مثلث النقبة الإستراتيجي، الذي تلتقي عنده ثلاثة طرق، يذكر أن`العميد عبد ربه منصور هادي`، لعب دوراً رئيسياً في سقوط مكيراس بدون مقاومة، ولم تستغرق معركتها أكثر من 4 ساعات، وهو أحد أهم القادة العسكريين الجنوبيين، أثناء حكم الرئيس السابق علي ناصر، وهو من أبناء محافظة أبين، وقد عين وزيراً للدفاع بعد معركة مكيراس.

### 10 - 15 مايو
أخذت المعارك طابع الصراع، من جانب القوات الشمالية للاستيلاء على الطرق المؤدية إلى عدن، والصراع المضاد، من جانب القوات الجنوبية، للتمسك بهذه الطرق، فيما صرح مصدر عسكري جنوبي، أن القوات الجنوبية، صدت زحفاً جديداً، للقوات الشمالية نحو عدن، هو المحاولة التاسعة للشماليين لعبور الحدود القديمة بين شطري اليمن. وقالت عدن، إن القتال، يتركز في مناطق الضالع، وكرش، ومكيراس الحدودية، وأتهم الجنوبيون السودان، بإرسال قوات للقتال إلى جانب الشماليين، لكن الخرطوم نفت ذلك. ونقلت إذاعة عدن، عن العقيد الجنوبي حسين قطان، أن القوات الشمالية، تقصف لحج[ ؟ ] على مسافة 40 كيلومتراً شمال عدن، لكنها غير قادرة على اختراق الدفاعات الجنوبية.
أفادت مصادر عسكرية يمنية محايدة، أن معارك دارت في مدينة زنجبار، عاصمة محافظة أبين، وامتدت حتى البيضاء[ ؟ ] شمالاً، وفي منطقة الكود، والعرقوب، ومكيراس. ويبدو أن قوات العمالقة هناك، تلفظ أنفاسها الأخيرة، بعد أن كانت القيادة الشمالية، تعلق عليها آمالاً كبيرة في تحقيق النصر، وفي احتلال مدينة عدن، باعتبار أنها تمثل فك الكماشة في المنطقة الشمالية الشرقية من عدن.
أما القوات الأخرى، التي تحاول تطويق عدن من الناحية الشمالية الغربية، على محور تعز ـ الراهدة ـ ماوية، فقد انسحبت من الحدود، والمناطق التي كانت تحتلها، إلى مناطق شمالية من محافظة تعز، بعد قتال مستميت من جانب القوات الجنوبية.
وكان الأنباء الواردة من صنعاء عن تعيين العميد الركن عبد ربه منصور هادي، وزيراً للدفاع، والعقيد الركن أحمد عبد الله الحسني، قائداً جديداً للقوات البحرية، وهم من رجال الرئيس السابق علي ناصر محمد. وقد أعلن الرئيس علي عبد الله صالح، نبأ تعيين وزير الدفاع، في اجتماع لقيادة وزارة الدفاع ورئاسة هيئة الأركان في صنعاء.
في 12 مايو استولت القوات الشمالية على مدينة الضالع وعرض التليفزيون مشاهد لدبابات وعربات مدرعة شمالية، تجوب شوارع مدينة، لم يذكر اسمها. ونقلت وكالة الأنباء القطرية عن وزير الإعلام الشمالي، أحمد اللوزي، في مقابلة بالهاتف من صنعاء، إن الضالع سقطت في أيدي الشماليين.
فيما ركّزت القوات الجنوبية، على ضرب المنشآت العسكرية بصواريخ سكود، فقصفت مخازن الذخيرة والأسلحة، والمحروقات، والمعسكرات، ومطارات الشمال. كما طالت الضربات، منطقة سنحان، مسقط رأس الرئيس علي عبد الله صالح، ومنزله السري والاحتياطي، في المنطقة القريبة من مصنع الغزل والنسيج، في صنعاء، والمجاور لمنزل الشيخ عبد الله الأحمر.
في 15 مايو اعترفت المصادر العسكرية الجنوبية، لأول مرة بسقوط مدينة الضالع، التي تبعد أكثر من 100 كم شمال شرقي عدن، جاء ذلك في الوقت الذي ناشد فيه الحزب الاشتراكي اليمني في الجنوب، جامعة الدول العربية التدخل فوراً، وبفعالية، وسرعة، لوقف المعارك. وأهاب البيان الصادر عن الكتلة البرلمانية للحزب، بالجامعة العربية «وكل الأشقاء والأصدقاء، بذل جهودهم ومساعيهم الخيرة لإيقاف الحرب، فوراً، وإنقاذ اليمن من الدمار الذي يتعرض له حالياً».
وقد دارت أعمال القتال، خلال يومي 14، 15 مايو 1994، في خمس جبهات حول عدن كالآتي:
1. محور باب المندب خرز السّاحلي.
2. محور الراهده ـ كرش ـ العند.
3. محور الضالع ـ العند.
4. جبهة أبين.
5. جبهة شبوة.

### 16 - 23 مايو
اتخذت الحرب الدائرة في اليمن، أبعاداً أكثر خطورة، اعتباراً من 16 مايو 1994، وذلك على الصعيدين العسكري والسياسي. فعلى الصعيد العسكري، اتسم الموقف بتطورات عسكرية، بالغة الأهمية، تمثلت في إقدام الشماليين على فتح جبهة جديدة في محافظة شبوة، وفي العودة إلى تنشيط جبهة أبين، وفي تصعيد القتال حول قاعدة العند الجوية الجنوبية، التي أعلن الشماليون سقوطها، في خطوة قد تكون نقلة نوعية في الحرب الدائرة.
ودخلت الحرب اليمنية مرحلة جديدة من القتال، اتبعت فيها القيادة الشمالية، أسلوب الهجوم بكثافات عالية من الموجات البشرية، تستخدم فيها وحدات من المجندين، الأقل تدريباً وكفاءة قتالية، مع الاحتفاظ بالقوات الضاربة الرئيسية، مثل ألوية الحرس الجمهوري، لدفعها إلى الجبهات، في توقيت محدد لحسم الموقف.
وفي مواجهة التكتيك الشمالي، اتبعت القيادة الجنوبية أسلوب القصف الجوي المكثف، واعتمدت على تحريك المدرعات بين المواقع المختلفة، لتحقيق قوة نيران تتناسب مع كثافة الموجات الشمالية، في استفادة واضحة بمعرفة طبيعة الأرض، التي تدور فوقها المعارك، ويقع معظمها في المحافظات الجنوبية، جنوب وشرق الحدود الشطرية السابقة.
أعلنت صنعاء، عن إسقاط قاعدة العند الجوية الرئيسية، وأكدت على لسان وزير خارجيتها، محمد سالم باسندوه، أن محاصرة عدن، وليس إسقاطها، هي الأولوية للهجوم العسكري الشمالي، في ما يبدو أنه التزام بالخط الأحمر، الذي رسمته واشنطن، ورسخته القاهرة عربياً، حول «احتلال» عدن.
وعلى الرغم من أن صنعاء، أعلنت الاستيلاء على قاعدة العند الإستراتيجية، وسط محافظة لحج، وأكدت أنها أنهت شبح الأسطورة المسماة بقاعدة العند، ونقلت عدداً من الصحافيين الأجانب إلى داخل قاعدة العند، إلاّ أن القيادة العسكرية الجنوبية نفت ذلك، وصرحت بأن القتال ما زال دائر داخل القاعدة. وأفاد الصحافيون الذين زاروا الجبهة، أن القوات الشمالية والجنوبية تخوض معارك ضارية من مسافات متقاربة، حول القاعدة، وأن قذائف المدفعية والصواريخ، هزت القاعدة التي تبعد 60 كم شمال عدن، في حين بدا أن القوات الجنوبية، تطلق النار، وتقاتل في محاولة لإخراج الشماليين منها. وقد عززت التعبئة، وأخذ الآلاف من الشبان في سيارات تابعة للحزب الاشتراكي، جابت شوارع عدن، لنقلهم إلى خطوط المواجهة. وقد أكد ضباط شماليون، أن بعض القوات الجنوبية لا تزال داخل القاعدة، وقدروا حجمها بنحو عشرة آلاف جندي.
كما أعلنت القيادة الشمالية، أن قواتها أصبحت على مسافة 30 كيلومتر من عدن، فيما واصلت قوات أخرى تمشيط مناطق جنوب الضالع، ووصلت إلى منطقة الحبيلين، التي تبعد 20 كم جنوب الضالع، في الوقت الذي أعلنت فيه القيادة الجنوبية، أن القتال ما يزال دائراً في كرش والضالع وآبين، وأن الأمور تسير في طريق الحسم ضد القوات الشمالية، بعد استسلام ألف وخمسمائة جندي وضابط شمالي، في أيدي القوات الجنوبية، عندما فشلت محاولتهم في التسلل إلى منطقة الحبيلين. وأضافت هذه المصادر أن علي سالم البيض، الأمين العام للحزب الاشتراكي، وقيادات الحزب، زاروا مواقع الوحدات العسكرية، في مختلف المحاور.
وأشارت معلومات إلى أن القوات الشمالية، توشك على أحكام سيطرتها على محافظة شبوة، بعدما واصلت زحفها عبر مرتفعات بيحان، باتجاه مدينة عتق عاصمة المحافظة، واستطاعت تحقيق السيطرة على مديرية نصاب، حيث أعلنت كتيبة كاملة من لواء خيشان الجنوبي انضمامها، بكامل أسلحتها ومعداتها، إلى القوات الشمالية.
في 20 مايو توسعت دائرة المعارك وزادت ضراوة، حيث دخل القتال أسبوعه الثالث. وأكدت صنعاء، أن قواتها تزحف في اتجاه عدن، لإحكام الحصار حولها من ثلاث جهات، وأنها تجاوزت قاعدة العند. في حين أشارت عدن إلى أن القوات الجنوبية «أنزلت ضربات ساحقة» بالقوات الشمالية، و«أجبرتها على التراجع في اتجاه كرش» (45 كيلومتراً شمال غربي عدن). وتأكد أمس أن القتال كان لا يزال مشتعلاً في جانب من قاعدة العند، التي لم ينه الشماليون سيطرتهم الكاملة عليها بعد.
واعتباراً من 20 مايو 1994، حققت القوات اليمنية الشمالية، مزيداً من التقدم، نحو عدن، وسط تقهقر القوات اليمنية الجنوبية، من قاعدة العند الجوية الرئيسية. ونقلت إذاعة صنعاء، عن مصادر عسكرية شمالية، قولها: إن القوات تحقق، أيضاً، تقدماً في محافظة أبين، شمال شرقي عدن، في ما بدا أنه محاولة للتقدم، باتجاه المدينة من اتجاهين.

### ملخص
فور الانتهاء من تصفية جيوب القوات الجنوبية، الموجودة في الشمال، عمدت القيادة الشمالية، إلى البدء في تنفيذ عملية هجوم واسع النطاق، انطلاقاً من قواعد ذمار[ ؟ ]، ويريم، ومكيراس، وأبين. واستفادت القيادة الشمالية في هذا الصدد، من أن وحداتها المذكورة الموجودة في الجنوب، قد قاومت بعنف، بل، وامتلكت القدرة على القيام ببعض المبادرات الهجومية، واستطاعت الاحتماء بالمناطق السكنية القريبة من مناطق تمركزها.
وعلى هذا الأساس، تمثل الهدف الرئيسي، للقيادة الشمالية، في هذه المرحلة في تحقيق الالتحام، بين قواتها المندفعة من الشمال، مع قواتها الموجودة أصلاً في الجنوب. وقامت في هذا الإطار بدفع تعزيزات مكثفة إلى قوات لواء العمالقة، بمحافظة أبين، مستفيدة في ذلك من ضعف المجهود العسكري الجنوبي، في المناطق الشطرية، التي تربط بين محافظتي البيضاء[ ؟ ] الشمالية، وأبين الجنوبية. ومن ناحية أخرى، ظلت قوات اللواء الثاني مدرع الشمالية، الموجودة في مديرية ردفان الجنوبية، تقاوم بضراوة، إلى أن تمكنت القيادة الشمالية، من تعزيزه بوحدات عديدة، عبر محافظتي إب، وتعز، الشماليتين، القريبتين من مناطق تمركز اللواء المذكور. وخلال استكمال عملية التعزيز هذه، ظلت القيادة الشمالية، تردد أنها نجحت في الاستيلاء على مطار العند، الواقع في وسط محافظة لحج، على مسافة 50 كيلو مترا شمال عدن، وكان هذا الإعلان بمثابة محاولة للخداع، ولفت الأنظار عن المعارك التي تخوضها قوات لواء العمالقة في محافظة أبين، وأيضاً للإيهام، بأن زحف القوات الشمالية، مستمر في اتجاه عدن. وفي ظل هذا الوضع، اضطرت قيادة الحزب الاشتراكي، إلى إعلان التعبئة العامة، في محافظات جنوب اليمن، منذ 6 مايو. كما أعادت إحياء ما يعرف بالدائرة العامة للتعبئة العليا والاحتياط، وأوكلت إليها، مهمة تنسيق عمليات التعبئة العامة للاحتياط البشري، والمادي، في جميع المحافظات، بالتعاون مع المنظمات الجماهيرية، والقطاع العام، والمختلط، والمؤسسات والمرافق الحكومية، لضمان تنفيذ المهام الموكولة إليها. وعلى الرغم من أن القيادة الجنوبية، أفلحت في تحقيق تفوق عددي، في مواجهة قوات لواء العمالقة، (خمسة ألوية جنوبية في مواجهة أربعة ألوية شمالية)، إلاّ أن نجاح الشماليين في الالتحام مع قوات لواء العمالقة، أتاح لها، تغيير معادلة التوازن لصالحها، تسليحاً، وإدارياً وبشرياً، مما جعل النشاط العسكري الجنوبي في مواجهتها، غير فعّال، سوى في إرباك تلك القوات، ومنعها من التجمع والانطلاق، في هجمات واسعة النطاق.
وفي 11 مايو 1994، حاولت القوات الشمالية، التقدم عبر محور جديد، في منطقة باب المندب، إلاّ أن القوات الجنوبية، أفلحت في وقف تقدم الشماليين. وعلى الرغم من ترديد القيادة الجنوبية، وقتذاك، أنها نجحت، في وقف تقدم الشماليين، وتدمير قوات لواء العمالقة الشمالية، فإن تطورات الصراع المسلح، ظلت تُظهر أن قوات لواء العمالقة ما زالت متماسكة وفعالة، بل إن منطقة زنجبار، التي تتمركز فيها تلك القوات، كانت بمثابة الساحة الرئيسية، والمنطقة الوحيدة، التي شهدت مواجهات نظامية واسعة النطاق، طيلة الأسبوع الأول للعمليات، إلاّ أن القوات الجنوبية، أفلحت في 13 مايو، في تحقيق انتصار جزئي، ضد قوات لواء العمالقة، وطردتها من مدينة زنجبار، وأجبرتها على التراجع نحو الشمال الشرقي، مع الاستمرار في مطاردتها، والاستعانة في هذا الشأن بقبائل شبوة، التي دخلت الحرب إلى جانب القيادة الجنوبية.
في 14 مايو 1994، نجحت القوات الشمالية، بدورها، في الاستيلاء على مدينة الضالع، عاصمة مديرية ردفان، التي تبعد حوالي 100 كيلومتر شمالي عدن، فيما هو بداية لتصعيد جديد، في مسار الصراع المسلح. فقد عمدت القوات الشمالية، عقب ذلك، إلى تكثيف هجماتها على محوري «الضالع ـ قعطبة، وكرش ـ العند»، وذلك لتحقيق تقدم نحو قاعدة العند الإستراتيجية، والتي كانت القوات الجنوبية قد انسحبت إليها، عقب انسحابها من مدينة الضالع، وفي هذين المحورين وقعت أكثر المعارك ضراوة في الصراع المسلح. فقد بدأت القوات الجنوبية في شن عمليات فدائية، وحرب عصابات، ضد القوات الشمالية، في منطقة الضالع الجنوبية، في الوقت الذي نفذت فيه القوات الشمالية هجمات بالغة الضراوة، على هذين المحورين، انطلاقاً من أن الاستيلاء على قاعدة العند، سوف يؤدى إلى فتح الطريق إلى عدن. كما اهتمت القوات الشمالية، بمواصلة التقدم عبر ثلاثة محاور أخرى، هي كرش ـ الراهدة، خزر ـ باب المندب، بيحان ـ شبوة، وذلك في محاولة لتشتيت جهود القوات الجنوبية، بما يتيح للقوات الشمالية الاختراق، على أحد الطرق الثلاثة، المؤدية إلى عدن. وألقت القيادة الشمالية، بكامل احتياطياتها، من الأفراد والمعدات، في موجات بشرية متوالية، على جميع تلك المحاور، لا سيما محور الضالع ـ العند.
وقد استكملت القوات الشمالية جهودها، بعد ذلك، بتكثيف أعمال القصف، على دفاعات ضد القوات الجنوبية، في جبهة الضالع ـ العند، واستطاعت تحقيق تقدم تدريجي، في اتجاه قاعدة العند الجوية الإستراتيجية. كما حاولت، تحقيق تقدم على باقي المحاور، للالتفاف حول عدن. من جميع الجهات. وأدت المعارك، التي جرت على هذه المحاور، خلال الأسبوعين الثالث والرابع للعمليات، إلى سقوط آلاف القتلى، والجرحى، في صفوف القوات الشمالية، لا سيما وأن القوات الجنوبية، استبسلت بدرجة ملحوظة، وكثّفت نيرانها، من خلال القصف الصاروخي، والمدفعي، والجوي، ضد كافة مواقع القوات الشمالية. وقد واصلت القيادة الشمالية، خلال تلك الفترة، الحرب الدعائية ضد الجنوبيين، حيث رددت مراراً، أنها نجحت في اقتحام قاعدة العند، في الوقت الذي لم تكن قد اقتربت فيه من القاعدة أصلا. ومن بين جميع محاور القتال، كانت النجاحات الشمالية، الأكثر بروزاً، هي تلك التي تحققت في محور شبوة، وتحديداً في اتجاه مدينة عتق. وواصلت تلك القوات، عقب ذلك التقدم التدريجي، في اتجاه قاعدة العند، حيث أفلحت، أولاً في التقدم إلى الناحية الشمالية للقاعدة، التي يفصلها واد جبلي، عن المعسكر الرئيسي في القاعدة. وظلت القوات الجنوبية تقاوم بشراسة، على الرغم من الاختلال الكاسح، في ميزان القوى في غير صالحها. ولم يستطع الشماليون، الاستيلاء على القاعدة، إلاّ بعد حوالي أسبوعين، من القتال العنيف، بل إن بعض التقارير، تذهب إلى أن القوات الجنوبية، هي التي انسحبت انسحاباً تكتيكياً من القاعدة، بغرض إجبار القوات الشمالية، على تخصيص أعداد ضخمة، من القوات للدفاع عن المنطقة، التي تم إخلاؤها، وحرمان باقي محاور القتال، من هذه القوات.

### إعلان دولة اليمن الديموقراطية
في 20 مايو 1994، أعلن الرئيس على عبد الله صالح، هدنة لمدة ثلاثة أيام، بمناسبة عيد الأضحى المبارك، استجابة لمساعي بعض الرؤساء العرب، إلا أنه في مساء اليوم نفسه، شهد الصراع بين شطري اليمن، تحولاً نوعياً، بالغ الأهمية، مع إعلان الزعيم الجنوبي علي سالم البيض، إقامة دولة اليمن الديموقراطية في الجنوب. كما ترافق هذا الإعلان، مع قيام البيض، بنقل مقر القيادة إلى حضرموت، في شرق البلاد، فيما استهدف إقامة خط دفاعي جديد، علاوة على أن حضرموت كانت تمثل قاعدة ملائمة، لإقامة حكومة انفصالية جديدة عن الجمهورية اليمنية.
إضافة إلى ذلك، أن حضرموت كانت توصف بأنها الجائزة الكبرى الحقيقية، في الحرب اليمنية، وذلك لما تتمتع به من ثروة نفطية، وإمكانات زراعية، وثروة سمكية، إضافة إلى ما يتوافر لها، من مزايا جيوستراتيجية. وفي ظل هذا الوضع، نجحت القوات الجنوبية في وقف تقدم القوات الشمالية، على الجبهات الرئيسية في شمال لحج[ ؟ ]، وأبين، وخزر، ولكنها لم تستطع، تصفية القوات الشمالية، التي كانت متمركزة على أراضيها منذ الوحدة، بل على العكس من ذلك، ازدادت فاعلية تلك القوات عقب حصولها على إمدادات، وتعزيزات جديدة من صنعاء. وفي 23 مايو، استؤنف قتال واسع النطاق مجدداً، وتمكنت القوات الشمالية، من تحقيق تقدم في محافظة شبوة، لقطع الطريق بين عدن في الغرب، وحضرموت في الشرق. وأكدت القيادة الجنوبية، من جانبها، أن تقدم الشماليين، كان ناتجاً عن تراجعها، تراجعاً تكتيكياً، أمام الكثافة العددية للقوات الشمالية.

## المرحلة الثالثة سقوطعدن
اشتدت المعارك العنيفة في 24 مايو على مختلف المحاور، وحذّر وزير الدفاع في صنعاء، شركات الملاحة الجوية والبحرية، من استخدام المطارات والموانئ الجنوبية. وبدأت القوات تزحف نحو عدن، وحضرموت، وضَعُفَتْ مقاومة الجنوبيين، عدا بعض الطّلعات الجوية، والألغام، التي زرعها الجنوبيون، لعرقله تقدم القوات الشمالية، نحو حضرموت. واستمرت الطلعات الجوية الجنوبية بشكل متقطع.
عقب استيلاء القوات الشمالية، على قاعدة العند، وتقدمها على باقي محاور القتال، بدأت في ممارسة الضغط العسكري المباشر، على عدن، من ثلاثة محاور، هي: أبين شرقاً، ولحج شمالاً، وباب المندب غرباً. واستكملت القوات الشمالية، تجهيز قواتها، لمحاصرة مدينة عدن، من جميع الجهات، حيث صرحت بعض المصادر الشمالية، وقتذاك، بأن قرار اقتحام عدن، سوف يتقرر عقب التأكد أولاً، من إمكانية الحفاظ على سلامة المدنيين من سكانها، وممتلكاتهم، أثناء الهجوم؛ علاوة على أن الهجوم، سوف يهدف فقط إلى تطهير مدينة عدن، من الأوكار العسكرية، والميليشيات الموالية للحزب الاشتراكي، وفرض سيادة الشرعية الدستورية، وحماية المواطنين، والدفاع عن وحدة البلاد ومنجزاتها، على حد تعبير تلك المصادر.
وفي الوقت نفسه، نجحت القوات الشمالية، في الاستيلاء بصورة كاملة، على بلدة عتق، عاصمة محافظة شبوة. وذلك بعد التقاء قوات المحورين، الجنوبي والشمالي، وتمكنت بذلك من فصل محافظتي حضرموت، والمهرة الشرقيتين، عن عدن ولحج، كما نجحت في الاستيلاء على الطريق الممتد من زنجبار، على ساحل بحر العرب، إلى النقبة وعتق شمالاً في شبوة.
وعلى هذا الأساس، تجّمعت للقيادة الشمالية في محوري شبوة، وحضرموت، بدءاً من الثالث والعشرين من مايو، قوة ضاربة تتألف مما لا يقل عن ستة ألوية، تتمثل في لواء شلال، واللواء السادس، واللواء الثالث، وهي الألوية التي كانت قد دفعت من محور مأرب ـ بيحان، فضلاً عن قوات لواء الوحدة، ولواء العمالقة الثامن، وبعض قوات العمالقة الأخرى، والحرس الجمهوري، التي كانت قادمة من مكيراس في الشرق، وزنجبار في الجنوب. وتمكنت تلك القوات من إزالة النقاط المتقدمة للقوات الجنوبية، ومع ذلك فإن النجاح الذي حققته القوات الشمالية في تلك المحاور، كان عائداً في أحد أهم جوانبه، إلى أن القوات الجنوبية، لم تخض قتالاً حقيقياً في تلك المحاور، وفضلت التراجع أمام الشماليين، إلا أن هذا التكتيك العسكري الجنوبي، كان الهدف منه، إطالة خطوط عمليات القوات الشمالية، واستدراجها إلى أماكن قتل مناسبة لها، من دون أن يكون للتقدم الذي أحرزته تأثير يذكر. إضافة إلى أن الانتصارات، التي حققها الشماليون في هذا المحور، كانت ناتجة في الوقت نفسه، عن تبدل ولاءات القبائل في المنطقة، الذين تردد أنهم تلقوا رشاوي هائلة من الشماليين، الأمر الذي دفع القيادة الجنوبية، إلى تعديل شبكة تحالفاتها في تلك المنطقة. فعينت السيد أحمد فؤاد الصريمة، محافظاً لشبوة، وولته مهمة الدفاع عن المنطقة، وأسندت إليه، قيادة تحالف القوات الجنوبية هناك، والمؤلفة من تشكيلات الوحدات العسكرية النظامية، وتجمع قبائل شبوة.
وبالفعل بدأت القوات الجنوبية، بدءاً من السابع والعشرين من مايو، في استعادة المبادأة ضد القوات الشمالية في شبوة، التي تعرضت لعمليات تعرضية نظامية، وحرب عصابات في آنٍ واحد، شاركت فيها قبائل المنطقة. وبدأ الهجوم بقصف جوي مكثف، ضد القوات الشمالية، واستهدفت تلك العمليات، وقف الزحف الشمالي الكثيف في اتجاه محافظة حضرموت، لا سيما أنها كانت تسعى إلى مواصلة التقدم، نحو مدينة المكلا، عاصمة محافظة حضرموت، واحتلال ساحل حضرموت، بما فيها ميناء تصدير النفط في منطقة الشحر المجاورة، إضافة إلى تهديد مقر إقامة الزعيم الجنوبي، علي سالم البيض، في حضرموت، بما قد يدلل على عدم قدرته على حماية نفسه. فضلاً عن أن الجهد العسكري الشمالي، كان يرمي إلى تحقيق انتصارات سريعة، للتأثير على مداولات مجلس الأمن، التي كانت تجري وقتذاك، مما قد يعني أمام المجتمع الدولي، أن الجنوب قد بات ضعيفاً، ولم يعد مسيطراً على أراض، تمكنه من إقامة دولة مستقلة. ومع حلول الثلاثين من شهر مايو، كانت القوات الجنوبية، قد نجحت في وقف القوات الشمالية، وطردها من بعض المواقع، التي كانت قد احتلتها، في أوقات سابقة في المناطق الشرقية.
والواقع، أن القيادة الشمالية، حرصت في تلك الفترة، على تعزيز موقفها السياسي، من خلال ممارسة الضغط العسكري، في محاور القتال المختلفة، وذلك بغرض التأثير، على جهود التسوية السياسية، حيث كثفت الهجمات، على كل المحاور المحيطة بمدينة عدن، لمحاصرتها، وبناء طوق متكامل حولها، بل إنها فتحت جبهة شمالية غربية، حول عدن في منطقة طور الباحة، عقب نجاحها، في اختراق الدفاعات الجنوبية، في تلك الجبهة، والانتشار على مساحة حوالي 105 كيلومترات، شمال غربي عدن. كما واصلت القوات الشمالية، القصف العنيف، والمركّز، على الأهداف الإستراتيجية في عدن، لا سيما القاعدة الجوية في مطار عدن. ولكن القوات الجنوبية، نجحت في تكبيد القوات الشمالية المهاجمة، خسائر فادحة، وأجبرتها على التراجع.
وهكذا فشلت القيادة الشمالية، في فرض سيطرتها الكاملة، على عدن قبل صدور القرار الرقم 924، من مجلس الأمن في الأول من يونيو، الداعي إلى وقف إطلاق النار، في اليمن، وفرض حظر على واردات السّلاح، إلى الأطراف المتصارعة في البلاد. كما عَيّن السكرتير العام للأمم المتحدة، ممثلاً خاصاً، وأسند إليه مهمة تقصي الحقائق في اليمن.
حاولت القيادة الشمالية، الاستفادة من المدى الزمني، المتاح أمامها، قبيل وصول المبعوث الخاص للأمين العام للأمم المتحدة إلى البلاد. وقامت في هذا الإطار، بتشديد الضغط العسكري على عدن، كما استمرت في أعمال القصف المدفعي، والجوي العنيف، علاوة على أن الطائرات الحربية الشمالية، بدأت تركز على إصابة مصفاة عدن، لأول مرة منذ بدء الصراع. وقد استطاعت القوات الشمالية، من خلال هذا الضغط المكثف، أن تواصل إحكام الطوق العسكري، حول عدن، وباتت على مقربة 20 كيلومتراً منها، من جهة الشمال، و30 كيلومتراً من الشرق، وتمكنت من الاستيلاء، على عدد من القرى الصغيرة حول عدن.
وبشكل عام، فإن أعمال القتال، خلال فترة ما قبل وصول مبعوث الأمين العام للأمم المتحدة، تركزت في الأساس على جبهتي عدن وحضرموت. واستمرت الاشتباكات العنيفة، بين القوات الجنوبية والشمالية، في هاتين الجبهتين. وأرسلت القيادة الشمالية، وقتذاك، تعزيزات جديدة، للمشاركة في معركة السيطرة على عدن. وفي الوقت نفسه، حاولت تلك القوات، التقدم في محافظة شبوة، إلا أنها تكبدت في بادئ الأمر خسائر فادحة. وتمكنت القوات الجنوبية، من أسر لواء كامل، من قوات المغاوير الشمالية. وقد تصاعدت في تلك الفترة حدة المعارك الجارية، وازدادت ضراوتها. وتعرضت عدن لقصف عشوائي مستمر، بالغ العنف، بصورة غير مسبوقة، على الإطلاق منذ بدء القتال، علاوة على أن القيادة الشمالية، وظفت أقصى ما لديها، من قدرات نيرانية وتدميرية، لتحقيق انتصارات سريعة، في محاور القتال المختلفة. ومن ثم، أدى هذا الضغط الشرس، إلى تمكين القوات الشمالية، من تحقيق نجاحات عسكرية مهمة، حيث نجحت في فرض سيطرتها المطلقة، على محافظتي أبين ولحج، وتمكنت من السيطرة على القسم الأكبر من محافظة شبوة، وواصلت التقدم في محافظة حضرموت، بهدف الوصول إلى مدينة المكلا، عاصمة المحافظة. كما استطاعت تطويق عدن، من جميع الجهات، باستثناء جهة البحر، مع تشديد الضغط عليها بكثافة بالغة.
وفي 6 يوليو، أعلنت القيادة الشمالية، استعدادها لتنفيذ قرار مجلس الأمن، الداعي إلى وقف إطلاق النار، إلا أن تطورات الصراع المسلح اللاحقة، دللت على أن هذا الإعلان، كان منذ البداية، مجرد واجهة لتجميع القوات الشمالية، وإتاحة الفرصة لها، للاستفادة من الاسترخاء النسبي في المجهود العسكري الجنوبي، وتضليل الرأي العام العالمي. ولم يصمد وقف إطلاق النار، أكثر من بضع ساعات. كانت العديد من الدلائل والمؤشرات، تؤكد على أن القيادة الشمالية، باتت عازمة على فرض سيطرتها الكاملة على كافة مناطق جنوب اليمن، على الرغم من صدور قرار وقف إطلاق النار، وعلى الرغم أيضاً، من التحذيرات التي صدرت عن الولايات المتحدة الأمريكية، ودول مجلس التعاون الخليجي.
وبالفعل نجحت القوات الشمالية خلال يومي 6، 7 يوليو 1994 من السيطرة على مدينتي عدن والمكلا، بعد الاستيلاء عليهما.

## موقف القبائل
في شمال اليمن ثلاث تجمعات كبيرة من القبائل حاشد وبكيل ومذحج، وفي الجنوب هناك قبائل يمكن إلحاقها بالتجمع الأخير وهناك قبائل في تجمعات متفرقة من شبوة إلى عمان[ ؟ ] وقبائل تتمسك بشكل لافت بعزلتها خاصة يافع وكان موقعها كما قدمت ذاتها على الصعيد الوطني يختلف بين اليمنيين. ظل الجنوب يندد بالعشائرية لسنوات وكان يقارنها بالإقطاعية، وكانت نتائج هذا التفكير مروعة فقتلت الدولة زعماء القبائل بوصفهم «ملاكين إقطاعيين» وفي السنوات الأخيرة كان المرء عرضة للاختفاء بتهمة العشائرية كأي جرم آخر. كان الحزب الاشتراكي اليمني يرغب بعد الوحدة في الاستفادة من قبائل الشمال، لكنه لم يكم ألإضل استعداداً من الحزب القديم لدرجة تقبل العشائرية على مستوى النظرية السياسية. وفي الجنوب بث الرعب في قلب من يريد العودة للعشائرية ولكن القبائل بالتأكيد تجمعت ثانية، ولم تقم بما يثير المخاوف وكانت عودة بعض الحكام السابقين «الإقطاعيون» تثير قلق الاشتراكي، إلا انها كانت تسعى في المقام الأول للتوسط في حل الخلافات وتحاول أن تحمي نفسها من المخاطر التي تتأثر بالسياسة غير القبلية. أثناء القتال، تصرفت القبائل الجنوبية بحكمة، ولم تتدخل كثيراً، فالعوالقة كما يبدو تركوا ببساطة جيش الشمال يمر من منطقتهم معتبرين ان المعركة لا تعنيهم، وكذلك فعلت قبائل ردفان الواسعة النفوذ (التي كان لها الدور الأكبر في ثورة 14 أكتوبر)، وعاد الكثيرون من أبناء يافع إلى بيوتهم ولزموها، وبنيت محاولات علي سالم البيض لتجميع قبائل حضرموت بالفشل ولم تعط نتيجة.

## حصاد الحرب

### اقتصادياً
أدت الأزمة السياسية في اليمن، إلى تفاقم التدهور في الاقتصاد اليمني، حتى تعذر على الحكومة الاتفاق على وضع ميزانية الدولة للسنة المالية 1994، إذ أصيبت ميزانية عام 1993، بعجز بلغ 35.3 %، وفقاً للأرقام الرسمية، صاحبه تراجع في معدلات النمو في الدخل القومي، وانخفاض حصيلة الدولة من العملات الأجنبية.
وقد جاءت الحرب الأهلية لتدمر المنشئات الصناعية والعقارية، والبنية الأساسية للدولة، والمشاريع. وشردت أكثر من نصف مليون شخص، وقُتل وجرح فيها أعداد ضخمة من الطرفين، اختلفت المصادر في تقديرها، ودمرت فيها 600 دبابة، وحوالي 35 طائرة. جرى كل ذلك الدمار، والخراب والقتل، في دولة مدرجة في قائمة أكثر الدول فقرا في العالم. لذلك، فإن الاقتصاد اليمني واجه مأزقاً حقيقياً، حيث نهض من حرب دمرت بنيته الأساسية، وجيشه، وخلقت حالة من الشكوك حول المستقبل السياسي للوحدة، وهددت مناخ الاستثمار فيه.
وبعد الحرب، كانت البنية الأساسية مدمرة أو شبه مدمرة، الطرق، والمدارس، ومحطات الكهرباء، والمطارات، وأصبح سعر لتر الماء يباع بحوالي 15 ريال يمني. كانت الحكومة اليمنية تتجه إلى رفع الدعم عن السلع والخدمات بالتدريج، وربما إلى الاقتراض من الخارج، وتوزيع الموظفين على المحافظات، ولكن هذا التصحيح سيترك آثاراً سلبية على عامة المواطنين المتضررين من الغلاء، لأن رفع الدعم المباشر عن السلع، سيقابله زيادة الأسعار، وزيادة الغلاء.
جاءت الحرب الأهلية، لتدمر المنشآت الصناعية، والعقارية، والبنية الأساسية للدولة، وتزيد من معدلات التدهور في الاقتصاد اليمني. وتكفي الإشارة إلى أن نسبة التضخم قد ارتفعت إلى 300 %، وانخفضت قيمة الريال اليمني أمام الدولار من 70 ريالاً للدولار قبل اندلاع المعارك، إلى أكثر من ألف ريال للدولار أثناء الحرب، وإن كان قد انخفض بعد الحرب، إلى حوالي 115 ريالاً للدولار.
وقد أشارت أحدث التقارير التي أعدها البنك المركزي اليمني، حول الأوضاع الاقتصادية في اليمن، إلى ارتباط انهيار سعر صرف الريال اليمني، بعوامل كثيرة، منها تداعيات الأزمة السياسية، ووصولها لحالة الحرب، إضافة إلى العجز المتزايد في الموازنة العامة للدولة، الذي زاد عن 36 مليار ريالٍ يمني، وهي بالطبع قد تصل إلى أرقام أكبر، إذا أضفنا إليها تكاليف الحرب. هذا إلى جانب احتجاز النقد الأجنبي لدى العديد من الجهات الاقتصادية، وعدم توريده للبنك المركزي، فضلاً عن تعرض الاقتصاد اليمني لعدد من الانتكاسات، انعكست بدورها على ميزان المدفوعات، ومنها الآثار السلبية لأزمة الخليج على تحويلات المغتربين، وحجم المعونات والقروض، وعائدات الصادرات، وضعف الثقة في العملة المحلية، مما أدى إلى اعتبار الدولار مخزناً للقيمة. وكانت الحرب هي المسمار الأخير في نعش الاقتصاد اليمني.
وحسبما أعلنته الحكومة اليمنية، فإن خسائر الحرب، المباشرة وغير المباشرة، بلغت نحو (11) مليار دولار، نجمت بالأساس، عن حدوث تدمير واضطراب شديد، في الإدارات، والمنشآت الاقتصادية، وتأثير المعارك على نشاط شركات استخراج البترول، أهم الصادرات وعصب الاقتصاد اليمني، الذي يبلغ إنتاجه حوالي 320 ألف برميل يومياً. وبالطبع، فقد أضيف جانب كبير من فاتورة الحرب، على ديون اليمن، التي تبلغ حوالي (8.5) مليار دولار، تصل خدمتها إلى 237.9 مليون دولار سنوياً، بما يجعلها تقبع في الترتيب الدولي ـ وفقاً لتقرير الأمم المتحدة للتنمية البشرية 1993 ـ عند رقم (130) حيث لا تأتي بعدها من البلدان العربية كلها، سوى الدولتين.
كما تسببت الحرب، بعد توقف الأعمال العسكرية، في حدوث «انقلاب» كامل في محافظة عدن، استمر لعدة أيام. وقد تمثل ذلك في «غياب» كامل لسلطات الدولة، شجع الكثير من أفراد القوات الحكومية، والمواطنين، على نهب وسلب وتدمير كثير من المؤسسات، والشركات المملوكة للدولة (قطاع عام وقطاع مختلط)، وبعض مكاتب فروع الوزارات، وبعض المدارس، وبعض كليات جامعة عدن. وكان النهب على نطاق واسع، وفي حالات كثيرة ترك النهب تلك المؤسسات «خاوية على عروشها».
وقد قدرت تكلفة ذلك بـ 35 مليار دولار، كما قدرت تكلفة التعويضات للمواطنين المضاربين من الحرب، بحوالي 5.5 مليار دولار، طبقاً لما صرح به الدكتور عبد الكريم الإرياني، وزير التخطيط والتنمية، لراديو صوت أمريكا، في أغسطس 1994 م.

#### الأسعار
معدل ارتفاع الأسعار بعد الحرب :
| السلعة           | 1992 | 1993 | 1994 | نسبة الزيادة من عام 92 حتى 94 |
| ---------------- | ---- | ---- | ---- | ----------------------------- |
| كيس سكر 50 كيلو  | 651  | 870  | 2160 | 232 %                         |
| كيس دقيق 50 كيلو | 223  | 224  | 374  | 68                            |
| كيس أرز 50 كيلو  | 307  | 530  | 2600 | 747 %                         |
| صفيحة سمن        | 436  | 581  | 1770 | 306 %                         |
| علبة حليب        | 350  | 401  | 850  | 143 %                         |
| كرتونة فول       | 211  | 285  | 560  | 165 %                         |
| كر تونة فاصوليا  | 221  | 285  | 480  | 117 %                         |
| كيس قمح          | 166  | 166  | 262  | 58 %                          |
| علبة شاي         | 80   | 126  | 195  | 144 %                         |
| زيت طعام (جالون) | 89   | 207  | 370  | 300 %                         |
| الإجمالي         | 2724 | 3675 | 9621 |                               |

### عسكرياً
يبدو انتصار القوات الشمالية في جنوب البلاد، قريباً من نمط (الانتصار البيروسي) المعروف في التاريخ العسكري، الذي يميز الانتصارات العسكرية، التي تتحقق بتكلفة عالية للغاية. بما قد ينزع عن الانتصار قدراً كبيراً من قيمته. إذ صرح وزير التخطيط اليمني الدكتور الإرياني، أن عدد ضحايا الحرب حوالي 7 آلاف قتيل من العسكريين والمدنين، و15 ألف جريح. كما صرح الرئيس علي عبد الله صالح، في خطابٍ له في مدينة تعز، يوم 27 يوليو 1994، أن الحرب كلفت الشعب اليمني أكثر من ثلاثة مليارات دولار. وعدا التكاليف المادية والبشرية الهائلة، التي ترتبت على الحرب الأهلية في اليمن، فإن التكلفة الأكثر خطورة ربما كانت تتمثل بالأساس، في الفجوات والحواجز النفسية، التي يمكن أن تنشأ بين الشمال والجنوب، بفعل التجربة الأليمة، التي عاشها الشعب اليمني في الشطرين. فالوحدة لا يمكن أن تفرض بالقوة، وبالذات في حالة دولة اليمن.

## نتائج الحرب
رفعت الحكومة قضايا قانونية ضد العديد من زعماء الجنوب وأبرزها قائمة الـ16 الشهيرة في عام 1997 والتي حكمت بالاتي:
1. علي سالم البيض نائب الرئيس ورئيس اليمن الجنوبي السابق إعدام
2. حيدر أبوبكر العطاس رئيس الوزراء إعدام
3. صالح منصر السيلي محافظ عدن إعدام
4. هيثم قاسم طاهر إعدام
5. صالح عبيد أحمد إعدام
6. قاسم يحيى قاسم الحبس مدة عشر سنوات مع النفاذ
7. مثنى سالم عسكر صالح الحبس مدة عشر سنوات مع النفاذ
8. محمد على القيرحي الحبس مدة عشر سنوات مع النفاذ
9. عبد الرحمن الجفري الحبس مدة عشر سنوات مع وقف التنفيذ
10. أنيس حسن يحيى الحبس مدة خمس سنوات دون نفاذ
11. سالم محمد عبد الله جبران الحبس مدة خمس سنوات دون نفاذ
12. سليمان ناصر مسعود الحبس مدة سبع سنوات مع إيقاف التنفيذ
13. عبيد مبارك بن دغر الحبس ثلاث سنوات مع إيقاف التنفيذ
14. قاسم عبد الرب صالح عفيف حبس مع النفاذ
15. صالح شايف حسين حبس مع النفاذ
16. صالح أبو بكر بن حسينون

ثم في 21 مايو 2003 أصدر الرئيس علي عبد الله صالح قراراً بالعفو عن:
1. علي سالم البيض
2. حيدر أبو بكر العطاس
3. صالح منصر السيلي
4. هيثم قاسم طاهر
5. صالح عبيد أحمد
6. قاسم يحيى قاسم
7. مثنى سالم عسكر صالح
8. محمد على القيرحي
9. عبد الرحمن الجفري
10. أنيس حسن يحيي
11. سالم محمد عبد الله جبران
12. سليمان ناصر مسعود
13. عبيد مبارك بن دغر

قرار العفو شمل ثلاثة عشر شخصاً فقط باعتبار ان القضاء كان قد اصدر حكما ببراءة كل من:
1. قاسم عبد الرب صالح عفيف
2. صالح شايف حسين

بينما توفي صالح أبو بكر بن حسينون أثناء الحرب.
لكن معظمهم ما زال خارج اليمن، رغم عودة البعض منهم مثل عبد الرحمن الجفري وقاسم عبد الرب صالح بينما لم يعود مثنى سالم عسكر إلا جثه هامدة بعد وفاته في 22 مارس 2008 ليدفن في مسقط رأسه في ردفان وعبيد بن دغر وهيثم قاسم طاهر، لكن القادة الفعليين من أمثال علي سالم البيض والعطاس لم يعودوا.
على الرغم من أن العديد من اتباع الرئيس الجنوبي السابق علي ناصر محمد تم تعيينهم في كبار المناصب الحكومية (بما فيها نائب الرئيس، رئيس الأركان، ومحافظ عدن) بعد تعاونه ضد رفاقه السابقين في الحزب الاشتراكي، فهو نفسه لم يعد بعد لليمن ككثيرين غيره وهو ما يزال في سوريا ويطالب بإصلاحات جوهرية للدستور والنظام.
في أعقاب الحرب الأهلية، أعاد زعماء الحزب الاشتراكي اليمني داخل اليمن تنظيم الحزب والمكتب السياسي الجديد الذي انتخب في يوليو 1994. ومع ذلك، فإن الحزب لا يزال دون تأثيره السابق وتعرض لمصادرة للممتلكات والأموال.
حزب الإصلاح استمر في ائتلافه في الحكم مع حزب المؤتمر بعد إخراج الاشتراكي من السلطة.
في عام 1994، تم إدخال تعديلات عديدة على الدستور المتفق عليه عند قيام الوحدة وتم إلغاء مجلس الرئاسة وتم إلغاء تقسيم نصيب الجنوب من أعضاء مجلس النواب وصار عدد أعضاء الجنوب 56 بدلاً من 111 عندما تم تحقيق الوحدة وبذلك تم القضاء على كل الاتفاقيات بين نظامي الحكم السابقين في الجنوب والشمال وفرض المنتصر في الحرب كل إملأته على الدستور والدولة.
الرئيس علي عبد الله صالح اُنتخب من قبل البرلمان في 1 أكتوبر 1994 لمدة 5 سنوات.
لكن الدستور المعدل ينص على أنه من الآن فصاعدًا سوف يتم انتخاب الرئيس عن طريق التصويت الشعبي المباشر. وعقدت أول انتخابات رئاسية مباشرة في سبتمبر 1999، وانتخاب الرئيس علي عبد الله صالح لمدة 5 سنوات جديدة، في ما كان اُعتبر عموما انتخابات حرة وفاز في انتخابات رئاسية للمرة الثانية والأخيرة له- حسب ما ينص الدستور- في عام سبتمبر 2006.
البرلمان عقد دورته الثانية في الانتخابات المتعددة الأحزاب في نيسان / أبريل 1997 بمقاطعة الحزب الاشتراكي اليمني.